# Amoros dau Luc
Amoros dau Luc o, meno comune, Amoros del Luc (fl. XIII secolo) è stato un trovatore occitano, originario forse di Le Luc (Var), probabilmente sotto la protezione e il mecenatismo di Pierre Mauclerc, conte di Bretagna dal 1213 al 1237.
Della sua opera ci resta solo un frammentario sirventese politico-satirico (En Chantarel, sirventes ab motz plas) sulla spedizione nel 1230 di Enrico III d'Inghilterra sul suolo di Francia insieme ai suoi alleati contro Pietro di Bretagna, per cui la datazione del componimento si suppone possa essere riferibile alla fine del 1229 o comunque prima del 30 aprile 1230. Il sirventes possibilmente ironico, si conclude con una dedica d'amore fatta a una donna.